# Tropidonophis statisticus
Espèce
Synonymes
- Styporhynchus montanus McDowell, 1984

Statut de conservation UICN

 LC  : Préoccupation mineure
Tropidonophis statisticus est une espèce de serpents de la famille des Natricidae.

## Répartition
Cette espèce est endémique de Nouvelle-Guinée. Elle se rencontre tant dans la partie Papouane-néo-guinéenne que dans la partie indonésienne,.

## Publication originale
- Malnate & Underwood, 1988 : Australasian natricine snakes of the genus Tropidonophis. Proceedings of the Academy of Natural Sciences of Philadelphia, vol. 140, no 1, p. 59-201